# Caroline Burckle
Caroline Burckle (Estados Unidos, 24 de junio de 1986) es una nadadora estadounidense especializada en pruebas de estilo libre, donde consiguió ser campeona olímpica en 2008 en los relevos de 4x200 metros.

## Carrera deportiva
En los Juegos Olímpicos de Pekín 2008 ganó la medalla de bronce en los relevos de 4x200 metros estilo libre, con un tiempo de 7:46.33 segundos que fue récord de América, tras Australia y China (plata).